# Josef Stangl

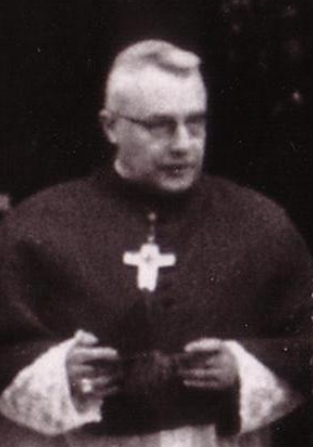
Bischof Josef Stangl (1962)

Josef Stangl (* 12. August 1907 in Kronach; † 8. April 1979 in Schweinfurt) war ein deutscher Priester, Religionslehrer und von 1957 bis 1979 Bischof von Würzburg.

## Herkunft, Schul- und Studienzeit

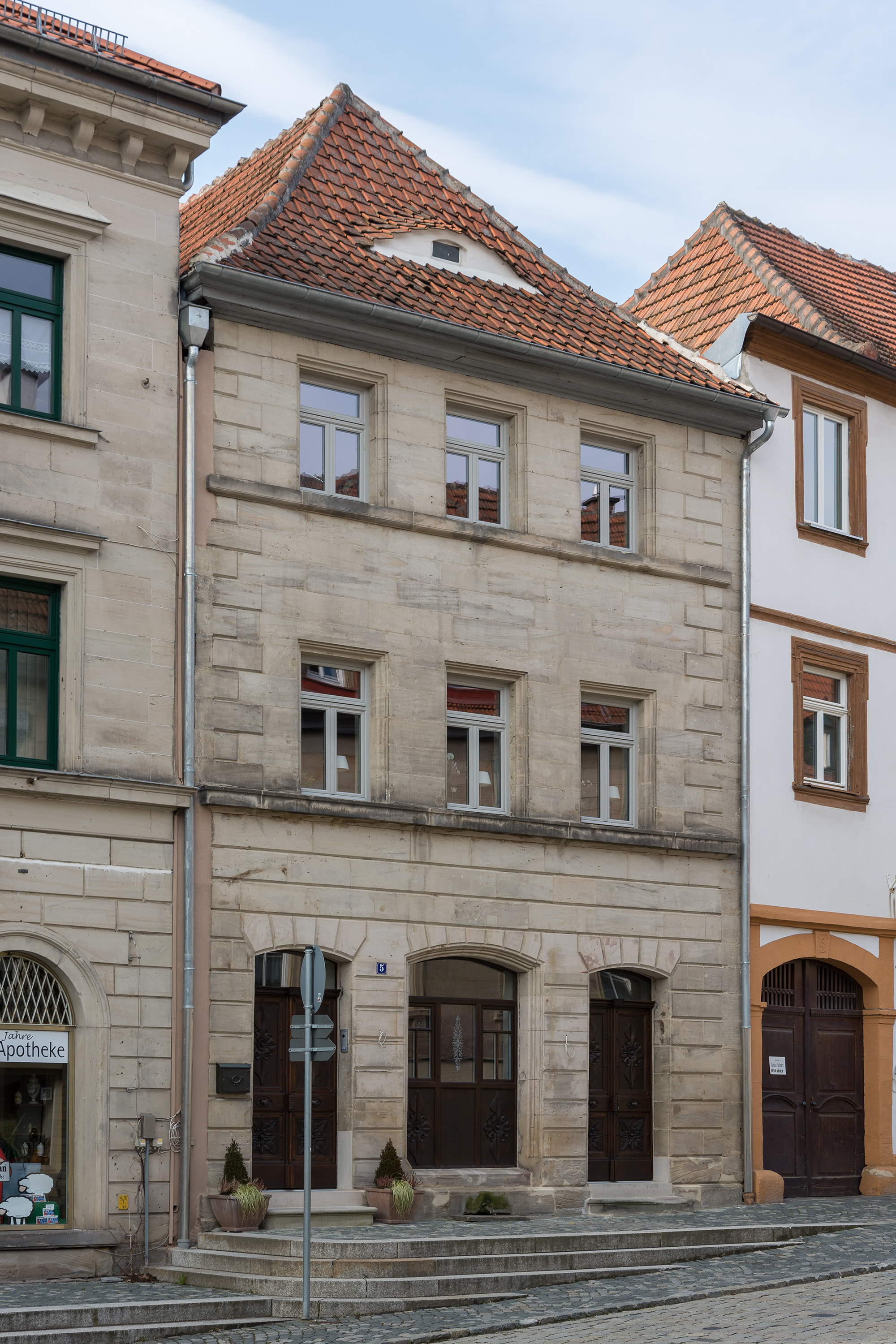
Amtsgerichtsstraße 5 in Kronach, Geburtshaus von Josef Stangl

Stangl wurde als Sohn des Juristen Cosmas Stangl und seiner Frau Margaretha (geborene Scheubert) geboren, hatte fünf Geschwister und besuchte während des Ersten Weltkrieges, an dem sein Vater als Offizier im Rang eines Majors teilnahm, eine einklassige Dorfschule in Heidenheim und ab 1916 das Alte Gymnasium in Bamberg. Stangl wohnte wegen der schlechten Verkehrsverbindungen im Bamberger kirchlichen Heim Aufseesianum.
Ab 1921 besuchte er das Königlich Neue Gymnasium in Würzburg, wo er 1925 sein Abitur ablegte, und wohnte im dortigen Ferdinandeum, einem 1908 als Studienseminar gegründeten und nach Ferdinand von Schlör benannten kirchlichen Wohnheim.
Während seiner Würzburger Schulzeit war Stangl Mitglied in der katholischen Jugendorganisation Bund Neudeutschland sowie in der Marianischen Kongregation. Für den Beruf des Priesters hatte Stangl sich bereits entschieden, als er im April 1925 sein Reifezeugnis erhielt. Nach einem Semester an der Universität München nahm er sein Philosophie- und Theologiestudium in Würzburg auf und trat 1926 in das Würzburger Priesterseminar ein. Als begeisterter Sportler trat er 1927 der DJK (Deutsche Jugendkraft) bei und erwarb noch 1952 das Deutsche Sportabzeichen in Gold.

## Berufliches Leben bis zur Bischofsweihe
Die Priesterweihe empfing Stangl am 16. März 1930 in Würzburg, wo er in St. Barbara seine Primiz feierte. Danach wurde er Kaplan in Thüngersheim, Himmelstadt und in der Herz-Jesu-Pfarrei in Aschaffenburg.
Ab dem 1. September 1934 war er als Studienrat Religionslehrer am Institut der Englischen Fräulein in Würzburg bis zur Aufhebung der Schule durch die Nationalsozialisten 1938. Von 1938 bis 1943 war er Diözesanjugendseelsorger in Würzburg. Weitere berufliche Stationen Stangls waren: Stadtpfarrer in Karlstadt (1943–1947), Studienrat und Seminarleiter an der Lehrerbildungsanstalt Würzburg (1947–1952). Im Jahr 1951 wechselte Stangl an das Ordinariat und wurde dort 1953 erster Seelsorgereferent der Diözese Würzburg. Am 1. Oktober 1956 wurde er durch den Bischof Döpfner zum Regens (Leiter) des Priesterseminars ernannt.
Die Bischofsernennung Stangls durch Papst Pius XII. vom 27. Juni 1957 war angesichts dieser vielfältigen Tätigkeitsbereiche und seiner führenden Funktionen in der Diözesanverwaltung und Nachwuchsausbildung nicht so überraschend, wie dies in der Literatur manchmal dargestellt wird. Die Bischofsweihe spendete ihm am 12. September der Erzbischof von Bamberg, Josef Schneider, in der Würzburger Neumünsterkirche.

## Bischofswappen

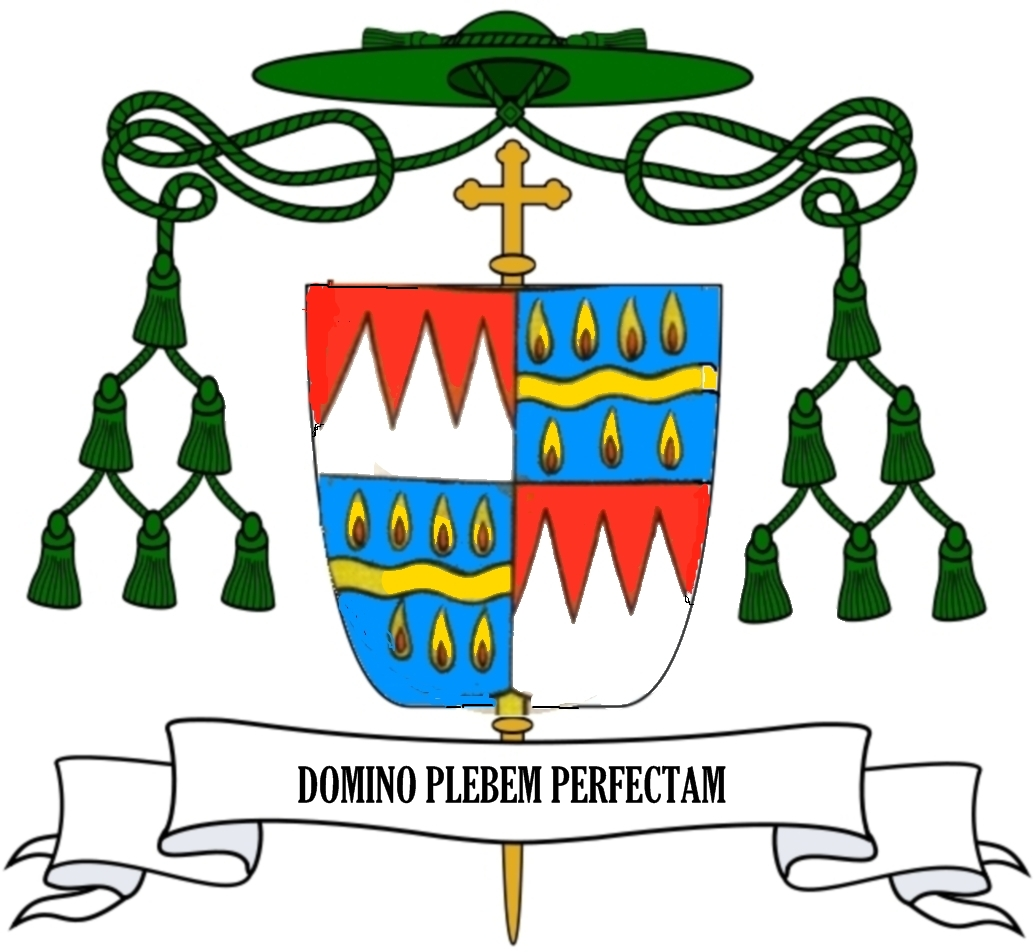
Wappen von Josef Stangl

Das Wappen zeigt in Feld 1 und 4 drei silberne Spitzen auf rotem Grund – den Frankenrechen – er steht für das Bistum Würzburg. Feld 2 und 3 zeigt in blauem Feld sieben goldene Feuerzungen, vier über und drei unter einem goldenen Querfluss. Er versinnbildet das Wasser, die Flammen, sowohl die sieben Gaben des Heiligen Geistes als auch die sieben Sakramente.
Sein Wahlspruch „Domino plebem perfectam“ (Dem Herrn ein bereites Volk) entstammt dem Lukasevangelium (Lk 1,17 ).

## Wirken als Bischof

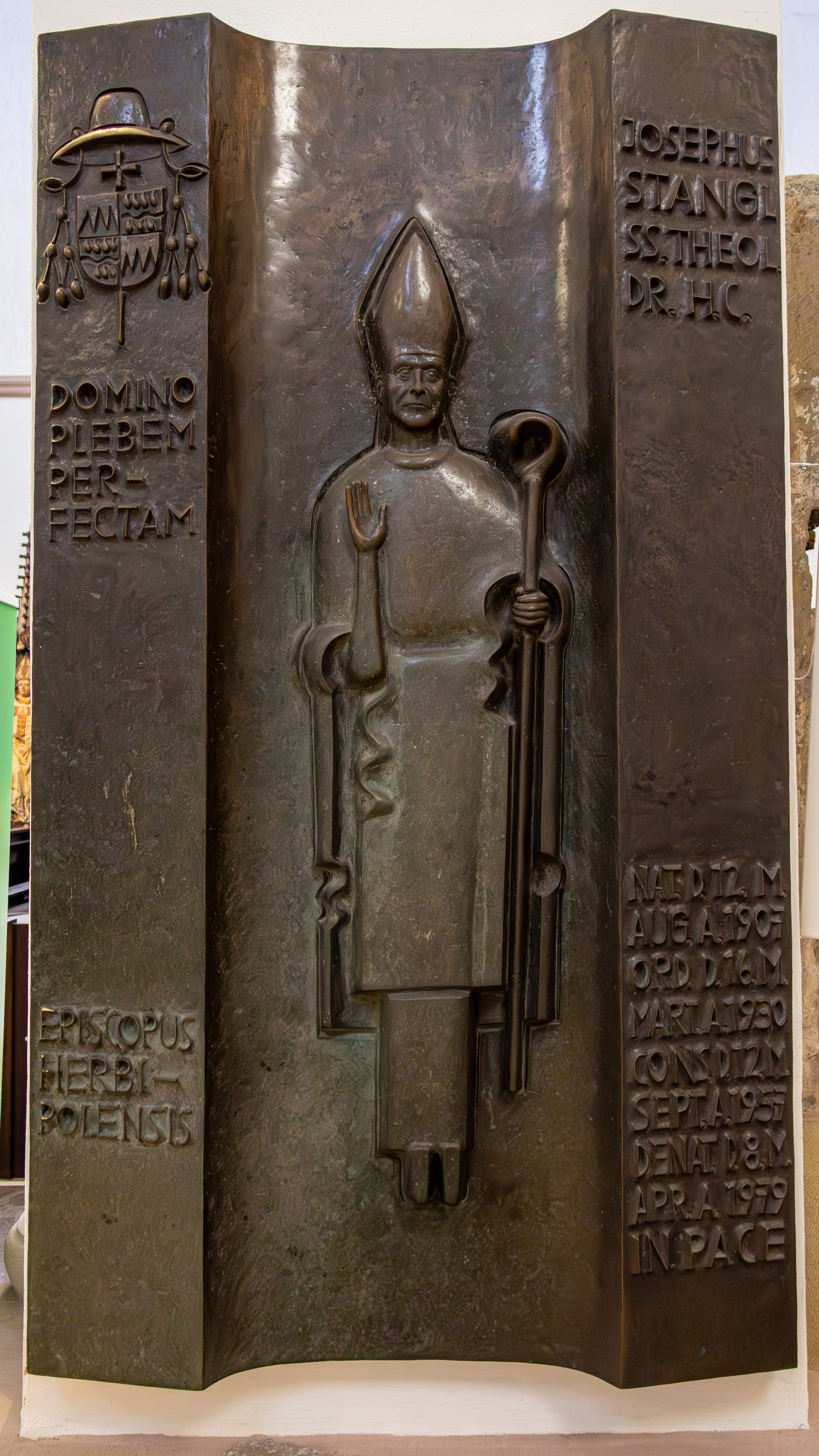
Denkmal für Bischof Josef Stangl im Würzburger Dom.

In der Deutschen Bischofskonferenz war Stangls wichtigste Funktion die des Jugendreferenten von 1961 bis 1970. Außerdem war er ab 1961 Mitglied der Kommission für Lateinamerika, ab 1966 der Kommission für Laienfragen und der Pastoralkommission, ab 1968 der Kommission für ökumenische Fragen. Letzteres entsprach einem besonderen Schwerpunkt seines Wirkens: Schon seit 1960 war er Mitglied im päpstlichen Sekretariat zur Förderung der Einheit der Christen („Einheitssekretariat“) und Nationalpräsident des päpstlichen Werkes Catholica Unio, die den Dialog mit den Ostkirchen pflegte. Das Einheitssekretariat bereitete federführend bedeutende Dokumente des Zweiten Vatikanischen Konzils (1962–1965) vor: Unitatis redintegratio (Ökumene-Dekret), Dignitatis humanae (Erklärung über die Religionsfreiheit) und Nostra aetate (Verhältnis zu den nichtchristlichen Religionen, insbesondere der Verbindung der Kirche mit dem Judentum). Wichtigster Beitrag Stangls war dabei eine Aufsehen erregende Rede auf dem Konzil, mit der er der so genannten Judendeklaration zum Durchbruch verhalf (Auch bei der Einweihungsfeier der neuen Synagoge, die 1967 bis 1970 von Juden und Christen gemeinsam in Würzburg erbaut wurde, betonte er nochmals, dass die Geschichte des Judentums in Deutschland nicht zu Ende sei und sich jede Form von dessen Diskriminierung und Antisemitismus verbiete).
Am 8. November 1963 wurde durch Stangl eine 14-tägige Gebietsmission in der Würzburger Frankenhalle eröffnet, an der die 17 Würzburger Pfarreien mit ihren Predigern teilnahmen.
Eine besondere Rolle spielte Stangl auch als Gastgeber der Gemeinsamen Synode der deutschen Bistümer in Deutschland, die von 1971 bis 1975 in acht Sitzungsperioden im Würzburger Dom tagte. Ein herausragendes Ereignis in dieser Zeit war die Seligsprechung des Würzburger Diözesanpriesters Liborius Wagner (1593–1631) am 24. März 1974 in Rom. In deren Gefolge berief Papst Paul VI. 1975 Stangl in die Kongregation für die Heiligsprechungsprozesse.
An Pfingstsamstag, 28. Mai 1977 nahm Stangl, nach dem Tod von Kardinal Julius Döpfner provisorischer Vorsitzender der bayerischen Bischofskonferenz, die Weihe des neuen Erzbischofs von München und Freising, Joseph Ratzinger (vom 19. April 2005 bis zum  28. Februar 2013 Papst Benedikt XVI.), im Münchner Liebfrauendom vor.
Etwa ab 1978 zeigten sich bei Josef Stangl als Symptome einer schleichend fortschreitenden Erkrankung Motorik-, Sprach- und Konzentrationsstörungen. Sein im November 1978 in Rom eingereichter Rücktritt wurde am 8. Januar 1979 angenommen. Stangl starb am 8. April um 14 Uhr im von den katholischen Schwestern des Erlösers betriebenen Schweinfurter Krankenhaus St. Josef. Kardinal Joseph Ratzinger leitete am 11. April 1979 das Requiem bei der Beisetzung von Bischof Stangl in der Krypta des Würzburger Doms.
Zu Lebzeiten und weit über seinen Tod hinaus genoss Stangl vor allem in seiner Diözese eine große Sympathie. Als ausschlaggebende Gründe dafür werden einerseits seine sprichwörtliche Güte, sein pädagogisches Charisma und seine persönliche Bescheidenheit genannt, andererseits sein Bemühen, die Rolle der Laien in der Kirche aufzuwerten.

## „Exorzismus von Klingenberg“
In aller Welt bekannt wurde Josef Stangl im Zusammenhang mit dem „Exorzismus von Klingenberg“: Auf Bitten der Beteiligten hatte er als zuständiger Bischof einen „kleinen“ Exorzismus gestattet und später einen „großen“ an der psychisch schwer erkrankten Pädagogik-Studentin Anneliese Michel durch den Salvatorianerpater Arnold Renz angeordnet. Michel verstarb am 1. Juli 1976 an körperlicher Entkräftung. Die Eltern und die am Exorzismus beteiligten Priester wurden dafür verantwortlich gemacht, dass – dem angeblichen Wunsch von Anneliese Michel folgend – kein ärztlicher Beistand beigezogen worden war. Bischof Stangl wurde zwar nie förmlich angeklagt, aber vor allem in den Medien heftig angegriffen, weil er seiner Aufsichtspflicht nicht gerecht geworden sei. Das Ermittlungsverfahren gegen Stangl wegen fahrlässiger Tötung wurde von Seiten der Staatsanwaltschaft im Juli 1977 eingestellt.

## Auszeichnungen
- 15. Dezember 1959: Bayerischer Verdienstorden
- 1974: Großes Verdienstkreuz der Bundesrepublik Deutschland

## Bischof-Stangl-Preis
Seit 2011 wurde der Bischof-Stangl-Preis jährlich, seit 2013 alle zwei Jahre durch die Stiftung „Jugend ist Zukunft“ des Bundes der Deutschen Katholischen Jugend (BDKJ) Würzburg verliehen, mit dem kirchliche Jugendarbeit in der Diözese Würzburg und das ehrenamtliche Engagement von jungen Menschen gewürdigt wird, die sich täglich in Jugendverbänden, Ministranten- oder Pfarreigruppen engagieren.